# CERN Neutrinos to Gran Sasso

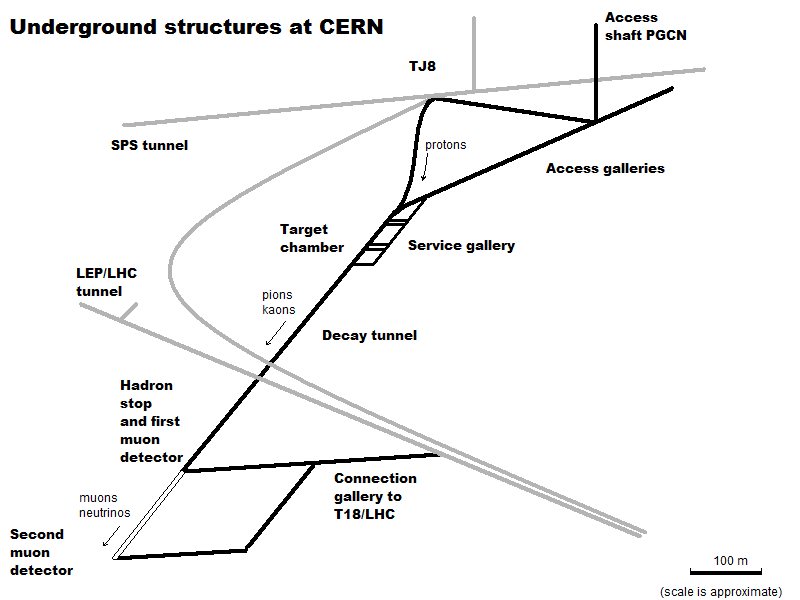
Strutture sotterranee del progetto CERN Neutrinos to Gran Sasso

Il progetto CERN Neutrinos to Gran Sasso (CNGS) è stato un progetto di fisica del CERN. Lo scopo del progetto era di analizzare l'ipotesi dell'oscillazione del neutrino dirigendo un fascio di neutrini dalle strutture del CERN verso il rivelatore dell'esperimento OPERA presso i laboratori nazionali del Gran Sasso (LNGS), nel massiccio del Gran Sasso in Italia. La struttura del CNGS era in un tunnel che deviava da uno dei tunnel di trasferimento del SPS–LHC, al confine franco–svizzero vicino a Ginevra.
È stato utilizzato l'acceleratore Super Proton Synchrotron (SPS) come sorgente di protoni ad alta energia.

## Storia
Il Consiglio del CERN approvò il progetto CNGS nel dicembre 1999, e le opere ingegneristiche per il progetto cominciarono nel settembre seguente. La costruzione dei tunnel e delle caverne fu completata a metà del 2004, l'installazione delle attrezzature completata nell'estate 2005 e i collaudi sono stati effettuati durante la primavera del 2006. Il primo fascio di protoni fu mandato nel bersaglio l'11 luglio 2006, e la struttura del CNGS è stata approvata per gli esperimenti di fisica il 18 agosto 2006. Il CNGS ha cessato di essere operativo nel 2012. Il tunnel fu riconvertito per l'esperimento AWAKE, che diventò operativo nel 2016.

## Funzionamento
Un fascio di protoni veniva preso dal SPS a 400 GeV e veniva fatto collidere con un bersaglio di grafite all'interno del tunnel CNGS. Le particelle risultanti, tra tutti i kaoni e i pioni, erano quindi concentrate con la lente magnetica e viaggiavano per 1 km lungo il tunnel del CNGS in un tubo a vuoto. Queste particelle sono naturalmente instabili, e i loro prodotti di decadimento includono muoni e neutrini muonici. Tutte le particelle ad eccezione dei neutrini (protoni, muoni, pioni, kaoni,...) si fermano vicino alla fine del tunnel. I neutrini continuano il loro tragitto inalterati, dato che interagiscono raramente con la materia. A questo punto veniva misurato il numero di muoni, che dava un'indicazione delle caratteristiche e dell'intensità del fascio. Questo fascio poi percorreva 732 km attraverso la crosta terrestre e si prevedeva che durante il volo qualcuno dei neutrini muonici si convertisse negli altri tipi di neutrini come i neutrini tauonici. Una volta che il fascio arrivava al Gran Sasso, venivano usati gli esperimenti OPERA e ICARUS per rivelare i neutrini.

## Risultati
I primi candidati per l'oscillazione ai neutrini tauonici sono stati annunciati a maggio del 2010 dall'esperimento OPERA. Furono osservati in totale cinque neutrini tauonici, compatibili con le previsioni della teoria dell'oscillazione del neutrino.
Il 22 settembre 2011, la collaborazione dell'esperimento OPERA attirò l'attenzione internazionale quando pubblicò un preprint che riportava l'anomalia del neutrino più veloce della luce, nel quale i neutrini erano stati misurati viaggiare, in media, a velocità superluminale.
Al riguardo, il Ministero dell'Istruzione rilasciò una dichiarazione in cui si affermava, tra l'altro «Alla costruzione del tunnel tra il Cern ed i laboratori del Gran Sasso, attraverso il quale si è svolto l’esperimento, l’Italia ha contribuito con uno stanziamento oggi stimabile intorno ai 45 milioni di euro» suscitando varie polemiche per la formulazione imprecisa, diventata inoltre virale in rete e successivamente riportata per errore in un testo scolastico.
Il 24 febbraio 2012, il team disse che avevano scoperto due problemi con il test precedente, che hanno alterato la validità del risultato precedente. Il preprint è stato modificato per tenere conto di questi fatti e la misurazione della velocità del neutrino, riportata dopo la modifica, è risultata compatibile con la velocità della luce. A seguito dello scalpore suscitato dai risultati iniziali, successivamente corretti, Antonio Ereditato, portavoce dell'esperimento e Dario Autiero, coordinatore dell'analisi dei dati, si dimettono da OPERA.